# Douglas Stuart (scrittore)
Douglas Stuart (Glasgow, 31 maggio 1976) è uno scrittore statunitense d'origine scozzese.

## Biografia
Nato nel 1976 a Sighthill, complesso residenziale di Glasgow, ha conseguito un M.A. alla Royal College of Art di Londra nel 2000 in moda maschile.
Nel 2000 si è trasferito a New York dove ha iniziato a lavorare nel design della moda per Calvin Klein, Ralph Lauren e Banana Republic.
Con il suo romanzo d'esordio Storia di Shuggie Bain è giunto in finale al National Book Award per la narrativa e ha vinto il Booker Prize nel 2020.
Dichiaratamente omosessuale, è sposato con il curatore Michael Cary.

## Opere

### Romanzi
- Storia di Shuggie Bain (Shuggie Bain, 2020), Milano, Mondadori, 2021 traduzione di Carlo Prosperi ISBN 978-88-04-73527-4.
- Il giovane Mungo (Young Mungo), Milano, Mondadori, 2022 traduzione di Carlo Prosperi ISBN 978-88-04-74973-8.

## Premi e riconoscimenti
- Booker Prize: 2020 vincitore con Storia di Shuggie Bain
- National Book Award per la narrativa: 2020 finalista con Storia di Shuggie Bain
- Sue Kaufman Prize for First Fiction: 2021 vincitore con Storia di Shuggie Bain[7]